# Theorie II. Ordnung

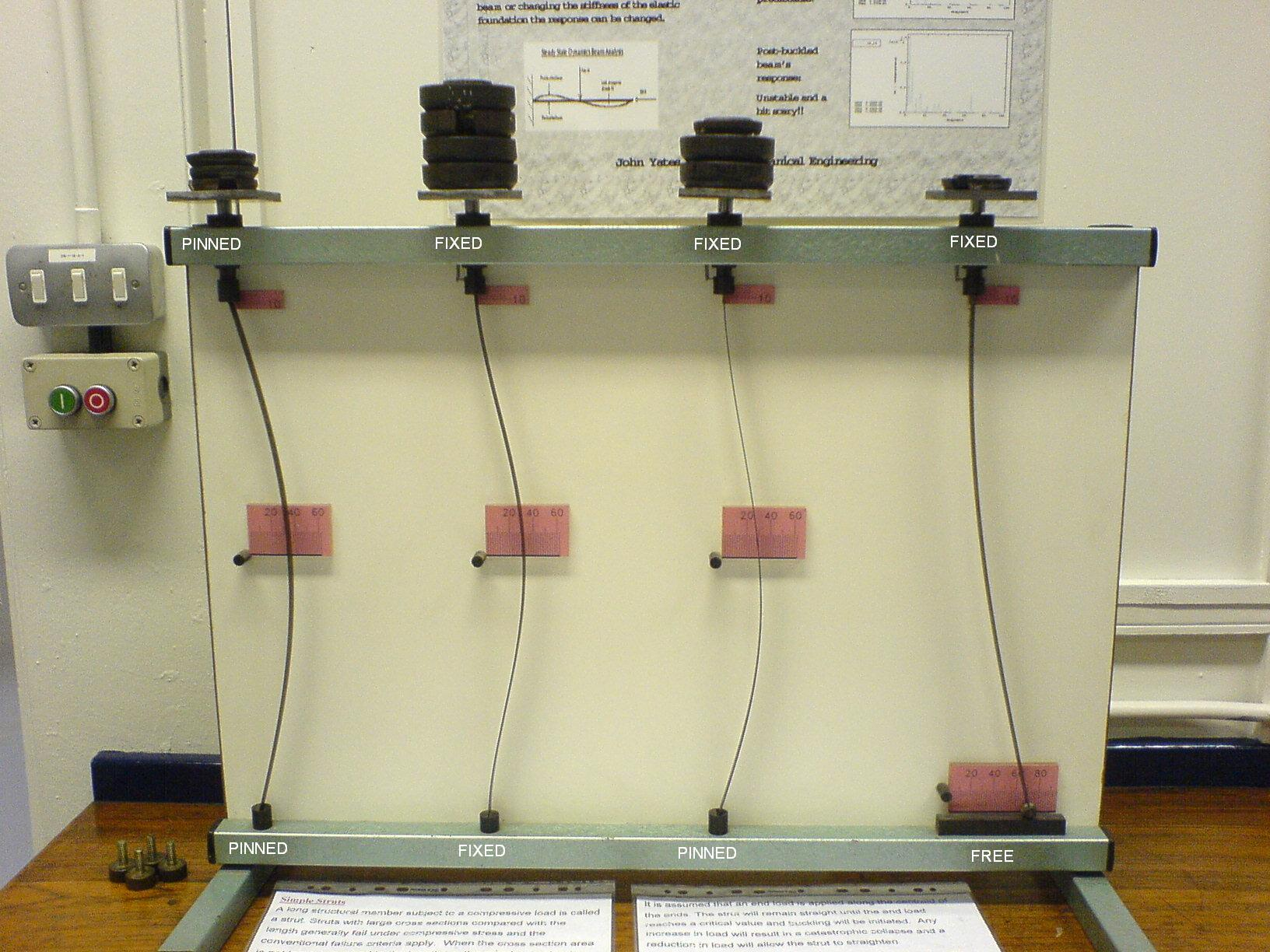
Die vier Eulerfälle in einem Experiment

Die Theorie II. Ordnung, auch Verformungstheorie genannt, ist in der Baustatik eine Theorie, bei der das Gleichgewicht am verformten System bestimmt wird. Somit sind die Schnittgrößen von der Belastung und von der Auslenkung abhängig.

## Beschreibung

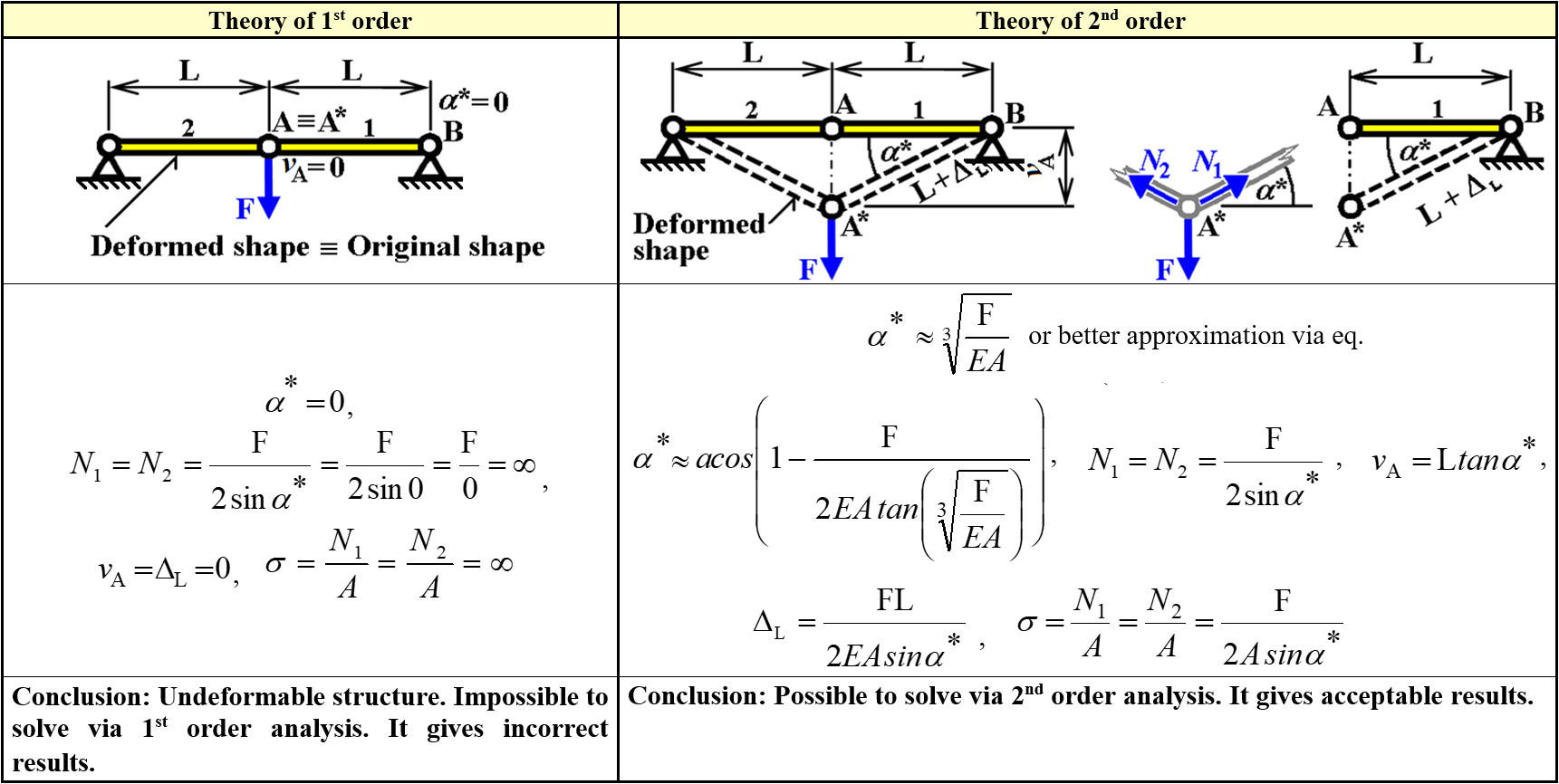
Theorie I. und II. Ordnung

Im Bauwesen müssen druckbeanspruchte Stäbe und Platten auf Stabilitätsgefährdung (i. d. R. Knicken) geprüft werden und gegebenenfalls nach Theorie II. Ordnung nachgewiesen werden.  Im Stahlbau, im (Stahl-)Betonbau als auch im Holzbau sind laut aktueller Normung stabilitätsgefährdete Stäbe auf Knicken nachzuweisen.
Um Knicken zu beschreiben, muss man nach der Theorie II. Ordnung rechnen, bei der die Biegesteifigkeit von der Normalkraft abhängt. Wenn die Steifigkeit auf Null abfällt, tritt – unter Vernachlässigung nichtlinearer Versteifungseffekte - bei imperfekten Systemen ein Stabilitätsversagen ein, z. B. Knicken.
Stabilitätsversagen, abgesehen von Knicken, die nur mit der Theorie II. Ordnung gelöst werden können:
- Biegetorsionsprobleme[3], Biegedrillknicken, Kippen[3][4]
- Beulen.

In der Theorie II. Ordnung können Imperfektionen, sogenannte Vorverformungen, berücksichtigt werden, dies wird beispielsweise in Stahlbaunormen bei Berechnungen nach der Theorie II. Ordnung verlangt.

## Theorie I., II. und III. Ordnung

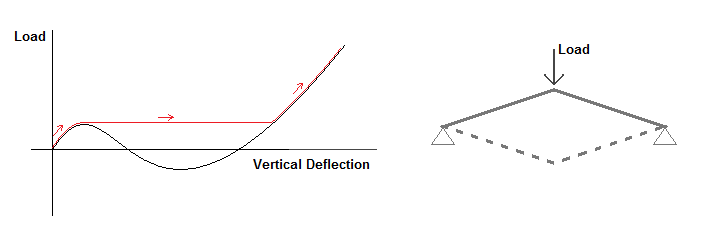
Durchschlagproblem

Zwischen den Theorien I. und II. Ordnung kann man klar trennen, da die Theorie I. Ordnung keine Exzentrizitäten zufolge Auslenkungen berücksichtigt.
Hingegen kann man zwischen den Theorien II. und höherer Ordnung nicht so klar trennen, da diese unterschiedliche Annahmen zugrunde legen:
- in der Theorie II. Ordnung nimmt man typischerweise an, dass der Querschnittsdrehwinkel viel kleiner ist als eins und somit die Kleinwinkelnäherung gilt.
- ist diese Linearisierung nicht mehr zulässig, so wird dies oft als Theorie III. Ordnung bezeichnet; dies ist bei  Seilnetzen und Durchschlagsproblemen oftmals der Fall.